# Andrej Kolesnikov
Andrej Borisovič Kolesnikov (in russo  Андрей Борисович Колесников?; all’inglese trascritto anche come Andrey Borisovich Kolesnikov; Oktjabr'skoe, 6 febbraio 1977) è un generale russo, comandante della 29ª Armata combinata dal 2021 al 2022.

## Biografia
Kolesnikov si diploma nel 1999 a Kazan' presso la succursale della scuola avanzata comando carristi di Čeljabinsk. Successivamente frequenta l'Accademia delle armi combinate uscendone nel 2008 e infine l'Accademia dello stato maggiore generale interforze alla quale si diploma nel 2020.
Nel 2010, da tenente colonnello, Kolesnikov serve come capo di stato maggiore della 4ª Divisione corazzata delle guardie, assumendone successivamente il comando tra il 2015 e il 2018.
Promosso al grado di maggior generale nel dicembre 2017, a fine giugno 2020 è chiamato a ricoprire la funzione di capo di stato maggiore e vicecomandante della 1ª Armata corazzata delle guardie, venendo infine posto a capo della 29ª Armata combinata del Distretto militare orientale (VVO) nel dicembre 2021.
A inizio 2022 Kolesnikov ha condotto l'esercitazione "Vostok-2022" come parte delle manovre tattico-operative delle truppe del proprio distretto. Ha infine partecipato all'invasione russa dell'Ucraina dove, secondo fonti ucraine, sarebbe stato ucciso l'11 marzo 2022.
Funzionari della NATO, senza tuttavia citarne il nome, hanno confermato che il comandante del distretto militare orientale sarebbe stato il terzo generale russo (dopo Vitalij Gerasimov e Andrej Suchoveckij) ucciso dall’inizio delle ostilità.
La notizia si è rivelata essere falsa quando, a distanza di un anno dalla sua presunta morte, è stato intervistato da un giornalista russo.